# Meester van de Vlaamse Boëthius

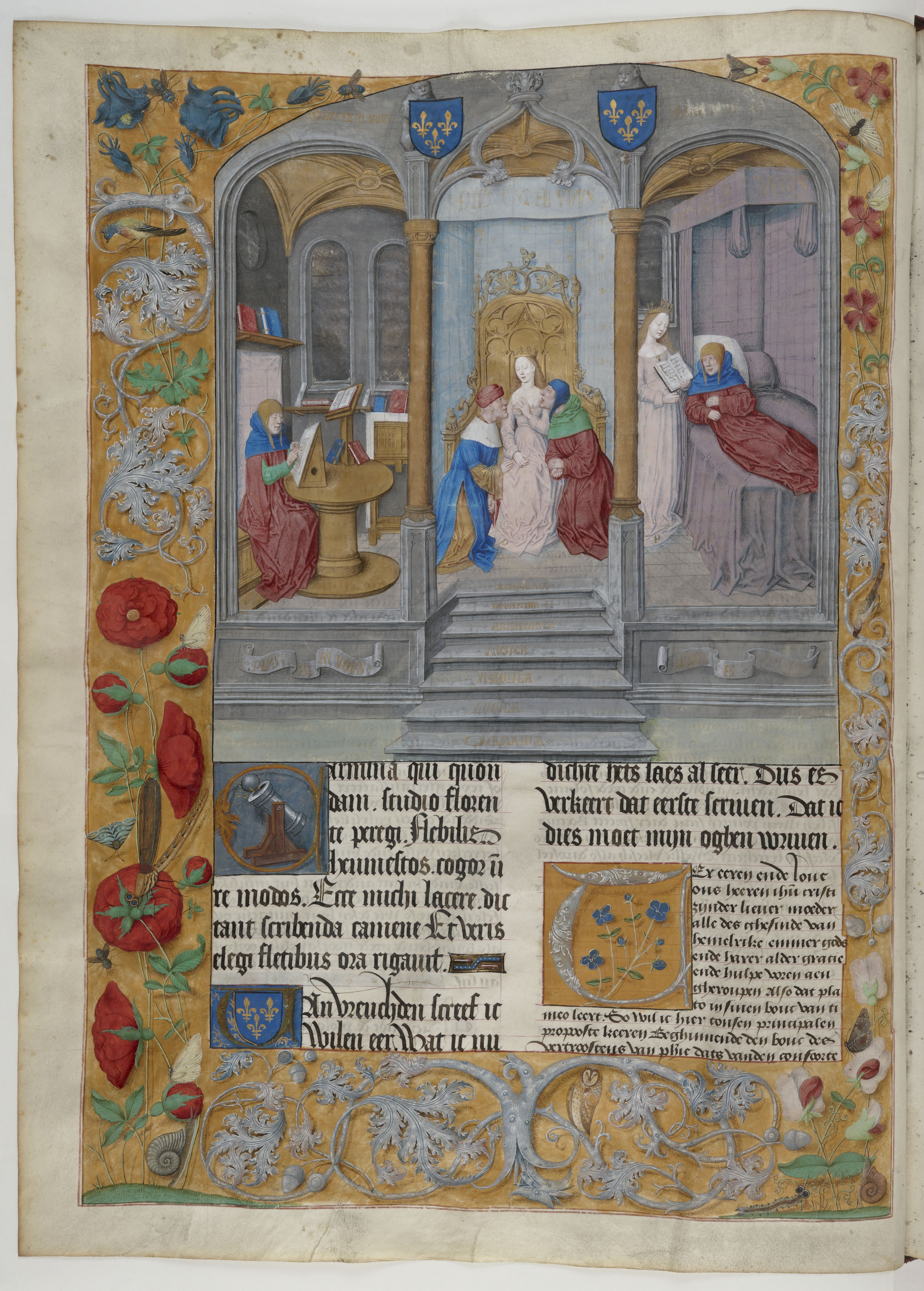
Eerste miniatuur in de Vertroosting der wijsbegeerte, f12v, Bibliothèque nationale de France, ms. néerl. 1.

De Meester van de Vlaamse Boëthius is de noodnaam voor een miniaturist die werkzaam was in Brugge en Gent tussen 1478 en 1492. Hij werd vroeger door Paul Durrieu foutief geïdentificeerd als Alexander Bening en daarna noemde Friedrich Winkler hem de Pseudo-Alexander Bening. De huidige noodnaam werd in 1981 geïntroduceerd door Lemaire en De Schrijver. De nieuwe noodnaam verwijst naar zijn belangrijkste werk, de verluchting van de Vlaamse vertaling van het beroemde werk van Boëthius, het De Consolatione Philosophiae gemaakt in opdracht van Lodewijk van Gruuthuse, voor wie hij nog elf andere opdrachten uitvoerde.
Volgens een aantal colofons in door hem verluchte werken, is het grootste deel van zijn activiteit in Gent te plaatsen, maar hij werkte ook af en toe in Brugge meestal als hij met andere miniaturisten samenwerkte.
De meester werkte dikwijls samen met twee belangrijke kopiisten namelijk David Aubert en later met Jan van Kriekenborch. Hij werkte naast zijn opdrachten voor Lodewijk van Gruuthuse voor belangrijke opdrachtgevers zoals koning Eduard IV en Filips van Kleef.
De Meester van de Vlaamse Boëthius kreeg ook opdrachten om getrouwe kopieën te maken van bestaande verluchte handschriften die, door andere kunstenaars waren gemaakt. Een van de voorbeelden daarvan is de kopie van de Jouvencel van Lodewijk van Gruuthuse (Parijs, Bibliothèque nationale de France, ms. fr. 192) verlucht tussen 1472 en 1484 door de Meester van Edward IV. Hij vervaardigde de kopie (München, Bayerische Staatsbibliothek, ms. gall. 9) voor Filips van Kleef in 1486. Ook het exemplaar van Le livre des tournois (Parijs, BnF, ms. fr. 2692) dat Lodewijk van Gruuthuse aan Karel VIII van Frankrijk schonk in 1489 was een getrouwe kopie van een bestaand handschrift, gemaakt door onze meester.

## Stijlkenmerken
De meester is te herkennen aan zijn bijzondere figuren. Vrouwelijke personages hebben bijzonder lange ledematen, een smalle taille en ze dragen nauwsluitende kleding. Ook hun hals is uitgerekt, ze hebben ovale gezichten met een hoog voorhoofd en lijken wat op houtsnedes. De mannelijke figuren zijn van hetzelfde uitgelengde type maar struiser, hun gezichten zijn expressiever en meer geïndividualiseerd dan die van de vrouwelijke figuren.
Het werk van de meester was picturaal en soms monumentaal. Een aantal van zijn composities tonen duidelijk de invloed van Hugo van der Goes. In vroeger werk lijkt hij dan weer geïnspireerd door Hans Memling. In een bundel met psalmen en gezangen die hij in 1480 illustreerde voor Anthonine van Massenem, vrouwe van Calkene, weduwe van Martin Vilain, heer van Rassegem, is het echtpaar afgebeeld in gebed voor een altaar met een groot geschilderd drieluik. Het schilderij stelt op de linkervleugel de kruisdraging voor, op het middenpaneel de kruisiging van Christus en op de rechtervleugel de verrijzenis. De schenkers knielen in gebed voor de linker en de rechtervleugel van het retabel. Het landschap op de drie luiken van het werk loopt door van het ene naar het andere luik. Deze afbeeldingen van schilderijen, waarvan er nog andere voorbeelden te vinden zijn in het werk van de meester, getuigen van zijn interesse in de paneelschilderkunst. Hier en ook in andere miniaturen neemt de meester duidelijk de paneelschilderkunst als voorbeeld, hij werkte in de tijd dat de miniatuurkunst een nieuwe richting insloeg en dat is ook in zijn werk duidelijk te volgen. Onder meer in de marges die hij schilderde is deze overgang duidelijk merkbaar. Hij verlaat de traditionele bloemenranken met acanthusbladen en kiest voor de strooiranden met gekleurde ondergrond, typisch voor de Gent-Brugse stijl in de boekverluchting, die de Vlaamse Renaissance in de boekverluchting aankondigt. Deze stijlwending van de meester is vrij nauwkeurig te plaatsen tussen 1480 en 1483.

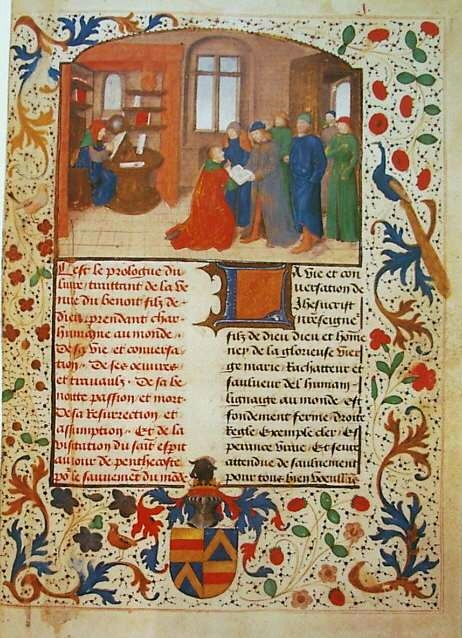
Presentatieminiatuur uit de Vita Christi, 1478, Czartoryski-Museum, Krakau, ms.2919

## Toegeschreven werken
Hierbij een greep uit de werken toegeschreven aan deze meester.
- Vita Christi van Ludolf de kartuizer, in opdracht van Guillaume de Ternay, 1478, Czartoryski-Museum, Krakau, ms.2919
- Vita Christi van Ludolf de kartuizer, mogelijk gemaakt voor Eduard IV, 1479, British Library, Londen, ms. Royal 16 G III[6]
- Vita Christi van Ludolf de kartuizer, in opdracht van Lodewijk van Gruuthuse, 1480, Bibliothèque nationale de France, ms. fr.181
- Historia rerum in partibus transmarinis gestarum (Livre d'Eracle) van Willem van Tyrus, in opdracht van Eduard IV, in samenwerking met de Meester van Edward IV, 1479, British Library, ms. Royal 15 E I[7]
- Faits et dits des Romains, Valerius Maximus; slechts 1 miniatuur, de rest is van de Meester met de witte inscripties, 1479, in opdracht van Eduard IV, British Library, ms. Royal 18 E III & IV[8]
- Een bundel met psalmen en gezangen (in het Middelnederlands), 1480, Royal Ontario Museum, Toronto, Ms.997-158.15
- Antiquités judaïques Flavius Josephus, 1480-1483, in opdracht van Lodewijk van Gruuthuse, Bibliothèque nationale de France, ms. fr. 11-16
- Antiquités judaïques Flavius Josephus, 1484, in opdracht van Wolfert VI van Borselen, twee miniaturen in het eerste deel en acht in het tweede deel, de overige zijn van de hand van de Meester van Eduard IV en de Meester van de triviale hoofden, Bibliothèque de l'Arsenal, ms.5082-5083
- La pénitence d’Adam Colard Mansion, in samenwerking met de Meester van Eduard IV, 1480, privéverzameling
- Chroniques d'Angleterre van Jean de Wavrin, 3 miniaturen, 1480, Bibliothèque nationale de France, ms. fr. 82-85
- Commentaire de la Guerre des Gaules (Commentarii de bello Gallico van Caesar), 1482, Bibliothèque nationale de France, ms. fr.38
- Le secret parlement de l’homme a son ame van Jean de Gerson en & Les quatre vertus principaux van Seneca (Franse vertaling door Jehan Trousseau), in opdracht van Lodewijk van Gruuthuse, 1483, Bibliothèque nationale de France, ms. fr.190
- Cosmographia van Claudius Ptolemaeus, in opdracht van Lodewijk van Gruuthuse, 1485, Bibliothèque nationale de France, ms. lat. 4804
- Tractatum de monetis van Nicolaas van Oresme, in opdracht van Lodewijk van Gruuthuse, 1485, Bibliothèque nationale de France, ms. lat.8733A
- Livre des simples médecines, in opdracht van Lodewijk van Gruuthuse, Bibliothèque nationale de France, ms. fr. 9136
- Le Livre de Chasse van Gaston Phoebus, 1485, Houghton Library, Harvard-universiteit, ms. typ. 130.[9]
- Livre de la science de la chasse aux oiseaux (De arte venandi cum avibus) van Frederik II, ca 1486, in opdracht van Lodewijk van Gruuthuse, Houghton Library, ms. typ. 129.[10]
- Le Jouvencel van Jean de Bueil, in opdracht van Filips van Kleef, 1486, Bayerische Staatsbibliothek, ms. gall. 9
- Livre des tournois, René I van Anjou, in opdracht van Lodewijk van Gruuthuse voor Karel VIII, 1489, Bibliothèque nationale de France, ms. fr. 2692
- Vertroosting der wijsbegeerte, (De Consolatione Philosophiae) van Boëthius, 1492, Bibliothèque nationale de France, ms. néerl. 1